# Guldån
Guldån (Galeopsis segetum) är en kransblommig växtart som beskrevs av Noël Martin Joseph de Necker. Enligt Catalogue of Life ingår Guldån i släktet dån och familjen kransblommiga, men enligt Dyntaxa är tillhörigheten istället släktet dån och familjen kransblommiga. Arten förekommer tillfälligt i Sverige, men reproducerar sig inte. Inga underarter finns listade i Catalogue of Life.

## Bildgalleri

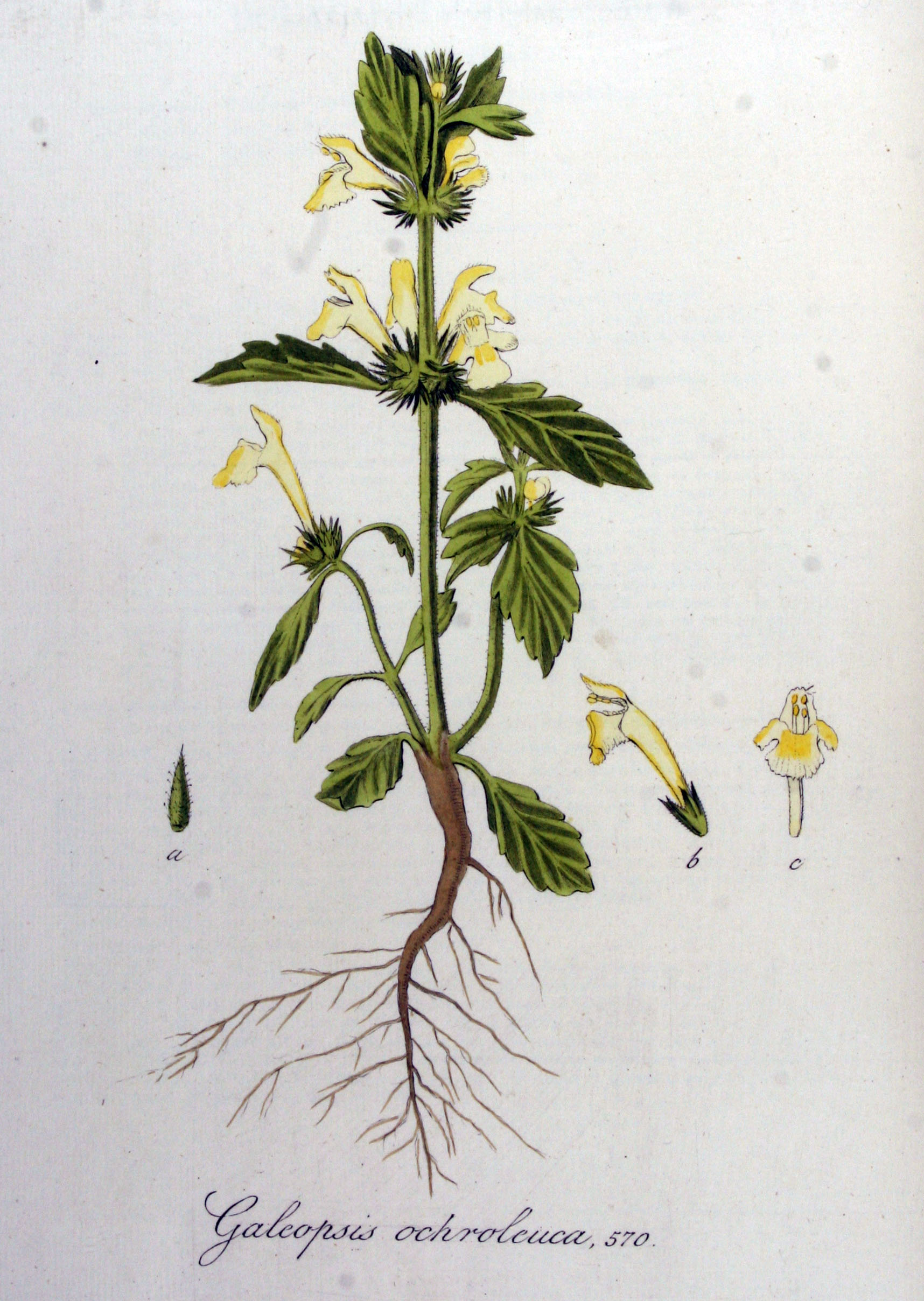
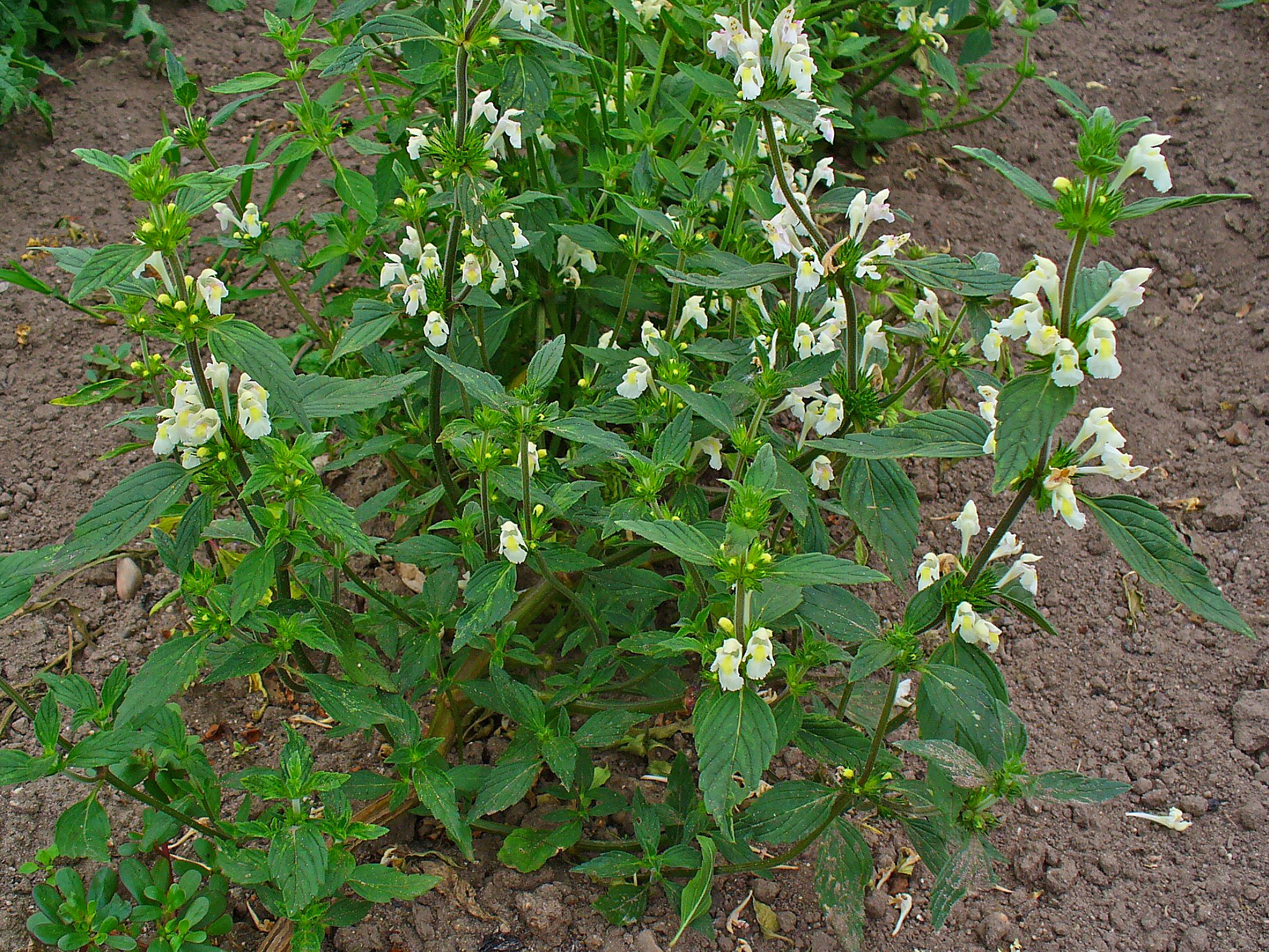
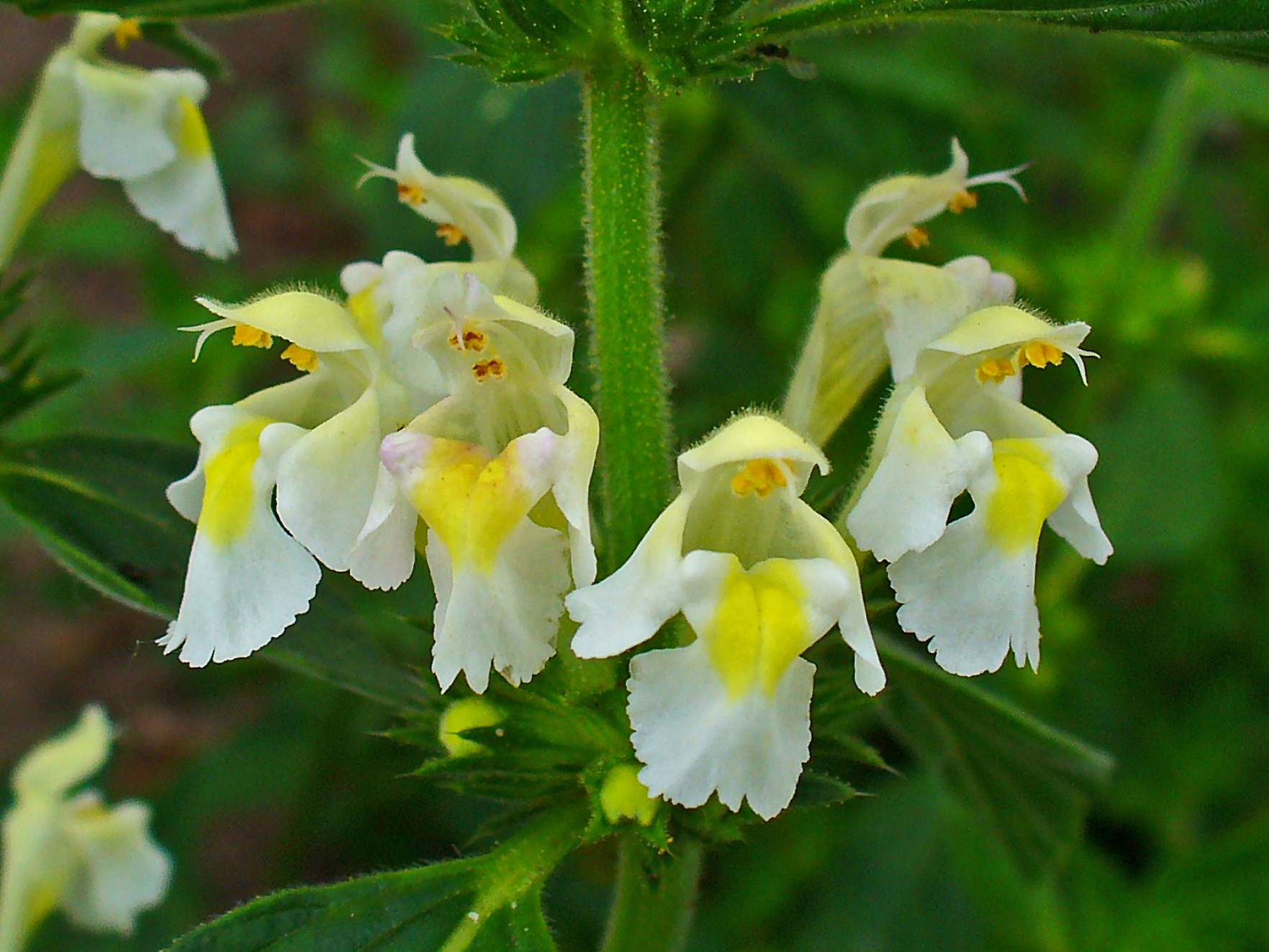
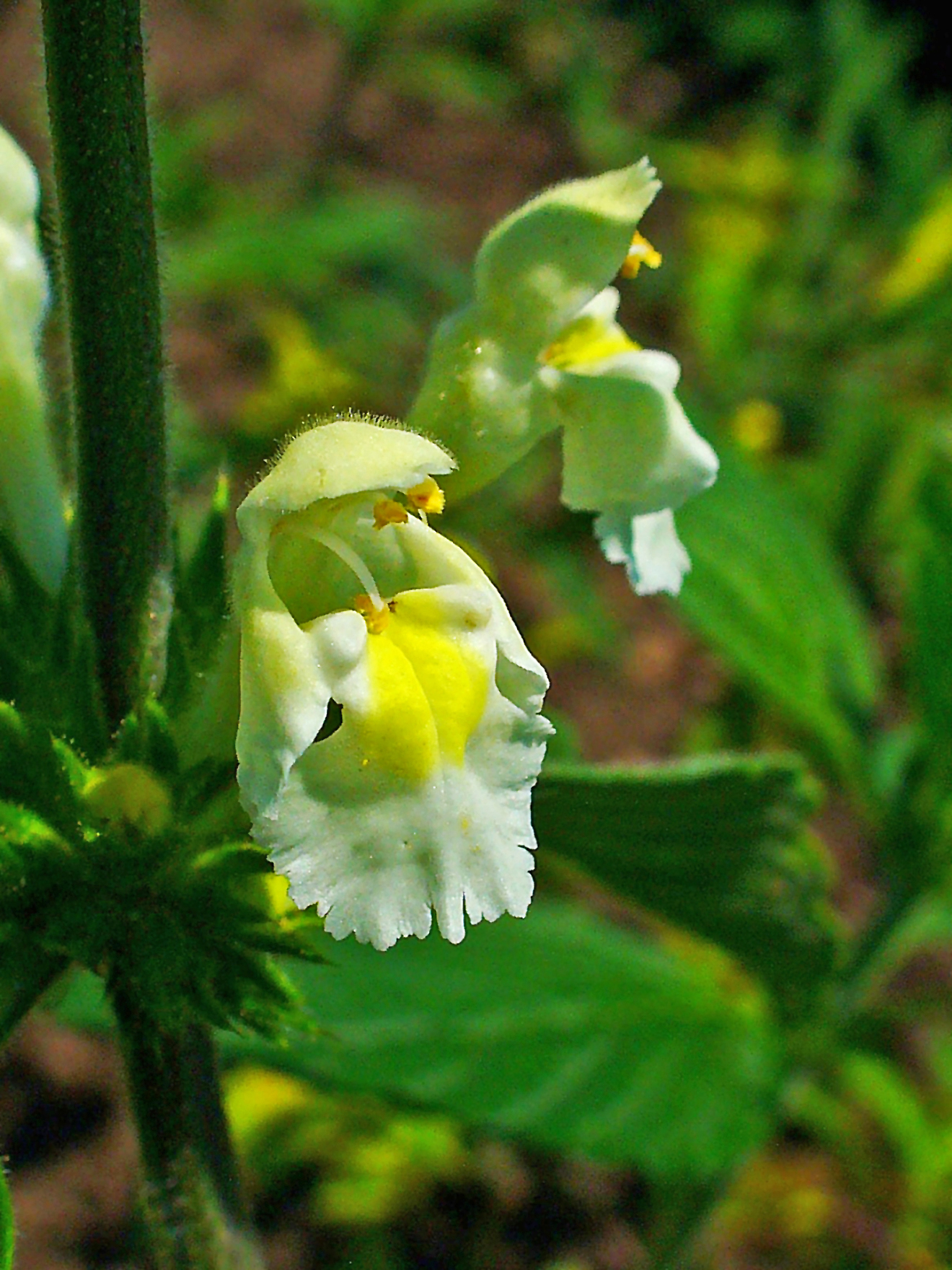
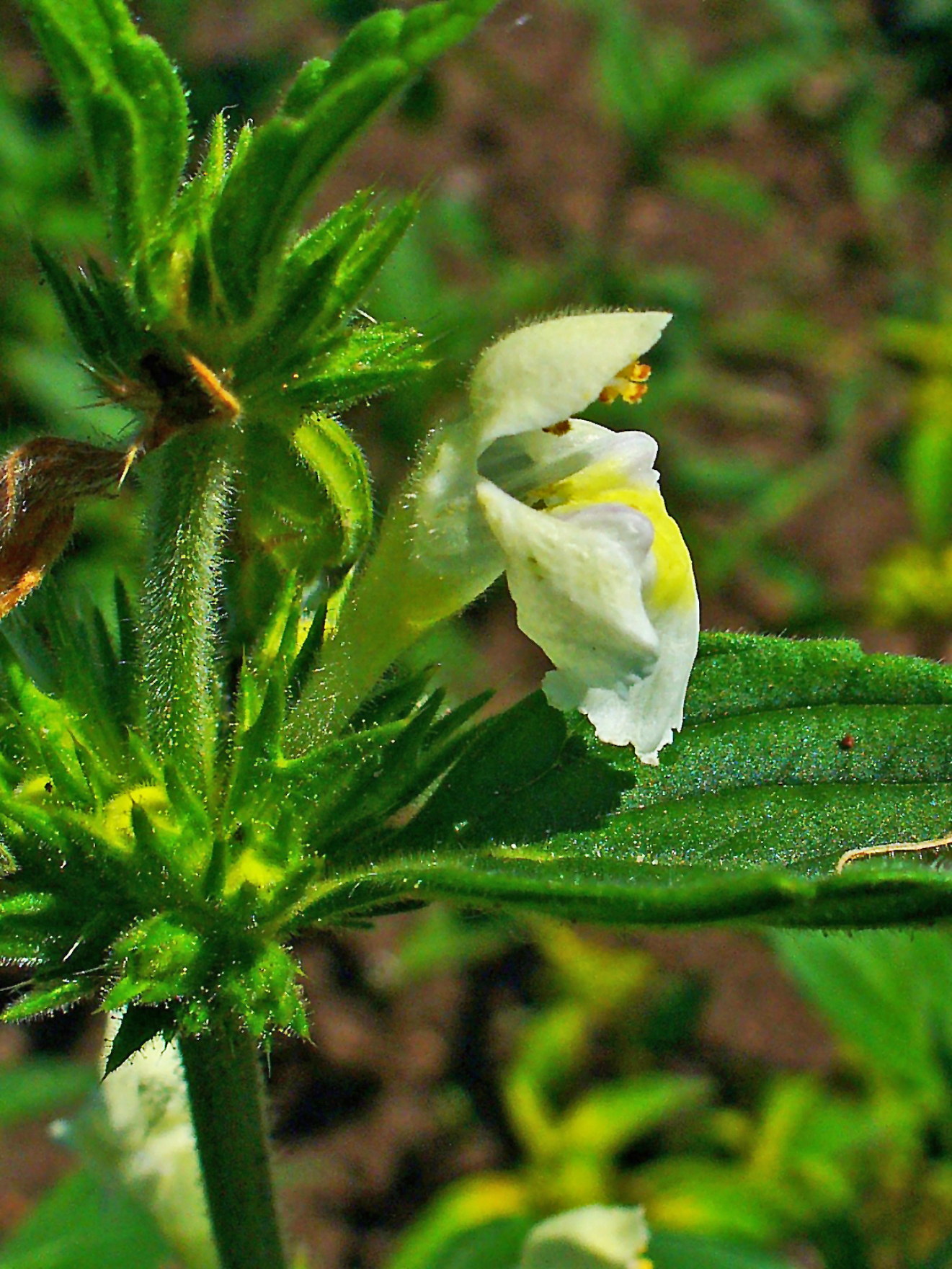
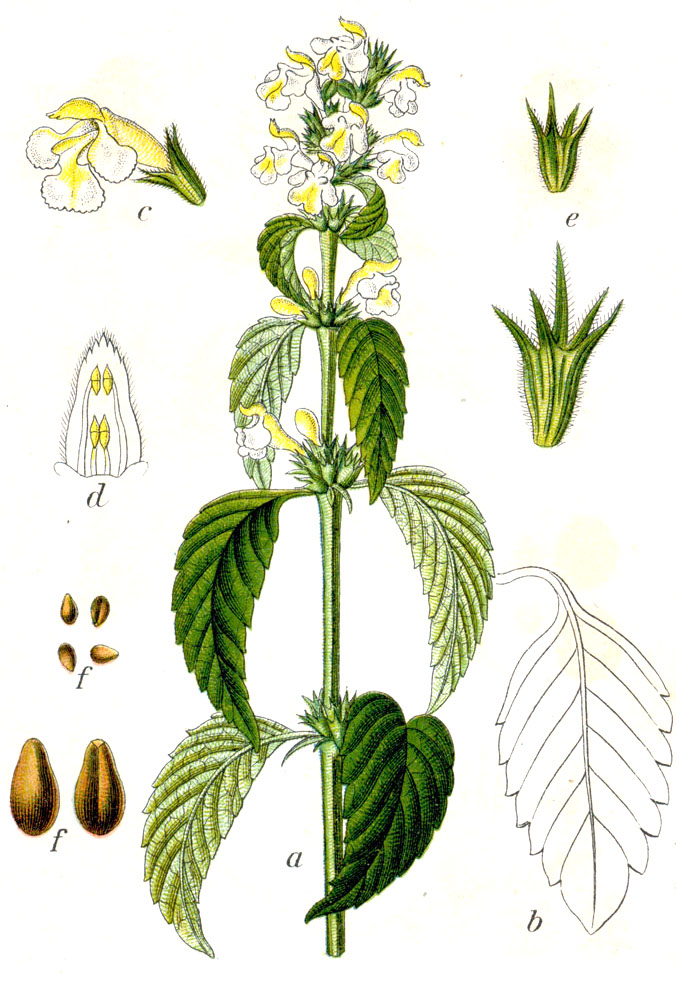